# Station Mika
Station Mika is een spoorwegstation in de Poolse plaats Mika.